# Ghon-Komplex
Der Begriff Ghon-Komplex (Syn.: Ghon-Focus, Primärkomplex) bezeichnet radiologisch feststellbare Zeichen der primären Tuberkulose, einer Infektion mit Mycobacterium tuberculosis. Der Komplex setzt sich zusammen aus dem pneumonischen Primärherd und den befallenen hilären Lymphknoten (Lymphadenopathie). Sie wurden nach dem österreichischen Anatom und Pathologen Anton Ghon benannt.
Das Mykobakterium tuberculosis gehört zu den säurefesten Stäbchen und ist aufgrund seines hohen Lipid- und Wachsgehalts weitestgehend unanfällig gegen die Lysozyme der Makrophagen. Dies führt dazu, dass sich eine chronische Entzündung in Form von Tuberkulose-Granulomen ausbildet, die v. a. subpleural in den unteren Abschnitten des Oberlappens sowie im oberen Abschnitt des Unterlappens der Lunge liegen können. 
Die mit Mykobakterien beladenen Makrophagen werden über die Lymphe zu lokal drainierenden Lymphknoten gebracht, wo ebenfalls eine granulomatöse Reaktion abläuft, die u. U. aufgrund von Kalzifikationen zu einem sogenannten Ghon-Komplex werden können, welcher radiologisch in der Lungenübersichtsaufnahme sichtbar sein kann. Heilt dieser Ghon-Komplex weiter ab und wird fibrotisch umgebaut, spricht man von einem Ranke-Komplex.